# Mathias (West Virginia)
Mathias ist eine gemeindefreie Siedlung am Lost River im Hardy County, West Virginia, USA. Mathias liegt in der Nähe der West Virginia Route 259 auf einer Höhe von 468 Metern über dem Meeresspiegel am östlichen Rand des Bundesstaats. Die nächstgelegene Siedlung ist Basye-Bryce Mountain rund zehn Kilometer südöstlich von Mathias. Die nächsten größeren Gemeinden sind Broadway (29 km südlich), Timberville (27 km südlich) sowie New Market (30 km südöstlich).
Wann genau das Gebiet der heutigen Siedlung erstmals besiedelt wurde, lässt sich heute nicht mehr feststellen. Der Siedler John Mathias sr. erwarb im Jahr 1791 größere Landfläche auf dem heutigen Gebiet der Siedlung. Im Jahr 1797 wurde das bis heute erhaltene John Mathias House, welches im Jahr 1825 um einen Anbau erweitert wurde, erbaut. Mathias wurde schließlich von John Mathias jr. vermutlich zwischen 1870 und 1880 gegründet und trug zunächst den Namen „the settlers of old Mathias“ (dt. „die Siedler des alten Mathias“), was später zum heutigen Namen der Siedlung verkürzt wurde. Später wurde das erste Postamt in der Siedlung eröffnet. Zwischenzeitlich besaßen John Mathias jr. und sein Bruder Jacob Mathias das ganze Land der Siedlung.
Das John Mathias House war bis in die 1970er Jahre im Besitz der Mathias-Familie.
In Mathias befinden sich unter anderem eine Bank, zwei Restaurants, eine Postfiliale, ein Gemeindezentrum und eine Tankstelle. Der Lost River State Park liegt ebenfalls auf dem Gebiet der Gemeinde.
Das Klima in Mathias ist subtropisch gemäß Köppen-Geiger-Klassifikation. Die Sommer sind heiß und schwül mit einer durchschnittlichen Temperatur von 21,5 °C im Juli, die Winter gemäßigt mit einer Durchschnittstemperatur von −1,3 °C. Das Jahresmittel beträgt 10,5 °C. Die durchschnittliche Jahresniederschlagsmenge liegt bei 889 mm.